# Descarrilamento de trem em Jiangxi
O descarrilamento de trem em Jiangxi refere-se ao desastre ocorrido em 23 de maio de 2010, quando o trem K859, que viajava de Xangai para Guilin, descarrilou em uma área montanhosa no distrito de Dongxiang, na cidade de Fuzhou, em Jiangxi. Pelo menos dezenove pessoas morreram e 71 ficaram feridas. Um total de pelo menos 53 pessoas foram resgatadas e outras 280 foram tiradas do trem. Em doze horas, todos os sobreviventes foram removidos quando o esforço de resgate começou.

## Eventos
De acordo com o Ministério das Ferrovias, o trem foi descarrilado por falhas na pista causadas por um deslizamento de terra. O deslizamento de terra, por sua vez, originou-se devido as fortes chuvas e inundações, com tempestades recentes na área que levaram à evacuação de 44 mil e 600 pessoas em um evento que afetou mais 1,46 milhão de pessoas. O incidente fez com que oito dos dezessete vagões do trem se desconectassem dos trilhos. Alguns foram encontrados derrubados, e um vagão foi dito ter "torcido e esmagado outro".
Um passageiro que quebrou o braço, mas conseguiu escapar dos destroços sem ajuda, supostamente "viu pedaços de corpos no chão". Um membro da polícia ferroviária no local disse: "Cada vagão tinha 118 assentos. Ainda não se sabe imediatamente quantos passageiros estavam a bordo". Mais de 280 passageiros foram evacuados do trem e 53 foram libertados dos destroços a partir das 9:00 do domingo. Quatro especialistas médicos legais foram solicitados a ajudar na identificação dos corpos.

## Respostas
O acidente causou o fechamento da linha férrea Shanghai-Kunming. Cerca de duas mil pessoas, entre elas bombeiros, policiais e soldados, retiraram pelo menos 280 passageiros e outras pessoas presas nos destroços. Uma investigação foi iniciada pelas autoridades chinesas. O incidente ocorreu no mesmo dia em que uma colisão entre um caminhão e um ônibus matou 32 pessoas e hospitalizou outras 21 pessoas. Em 24 horas, todos os vagões descarrilados foram removidos do local. Os serviços ferroviários foram retomados por volta das 22 horas de 23 de maio de 2010.